# 富吉駅

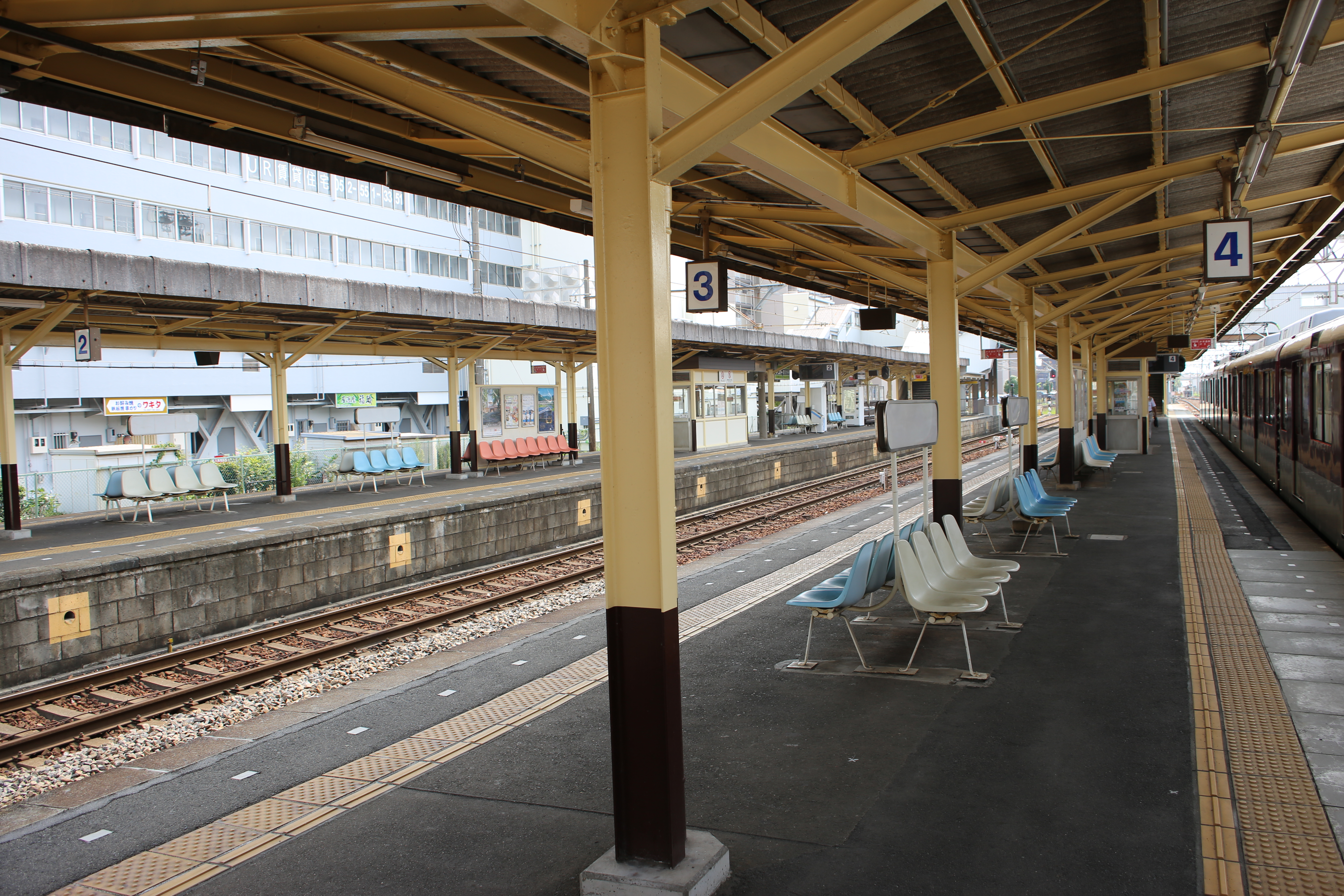
プラットホーム

富吉駅（とみよしえき）は、愛知県海部郡蟹江町富吉一丁目にある、近畿日本鉄道（近鉄）名古屋線の駅である。駅番号はE09。
当駅に隣接して富吉検車区が設置されており、当駅を始発・終着とする列車が多数設定されている。

## 歴史
- 1964年（昭和39年）12月10日：近鉄蟹江 - 佐古木間に新設開業する[3]。
- 2007年（平成19年）4月1日：PiTaPaの供用を開始する[4]。
- 2014年（平成26年）1月11日：蟹江町の町名地番変更に伴い、所在地が同町大字蟹江新田字与太郎から同町富吉一丁目に変更される[5]。

## 駅構造
島式ホーム2面4線を持つ待避可能な地上駅で、橋上駅舎を有する。改札口は1箇所のみで、出入口は南北双方のUR賃貸住宅内にある。
駅北側には富吉車庫が隣接している。なお、駅構内に蟹江町と愛西市の境界線があり、駅のほとんどの部分と検車区は蟹江町、ホームのごく一部と列車区の建屋は愛西市にそれぞれ所在する。
近鉄名古屋駅管理の無人駅で、PiTaPa・ICOCA対応の自動改札機および自動精算機（回数券カードおよびICカードのチャージに対応）が設置されている。エレベーター4基（改札内2基・改札外2基）が設置されているが、エスカレーターは設置されていない。
2008年までは窓口にて特急券と定期券（予約発売の受け付けのみ）の購入が可能であったが、翌年以降は特急券と定期券の取り扱いが廃止されたため、近隣の定期券・特急券販売駅で購入する形式となる。

### のりば
| のりば | 路線       | 方向 | 行先           |
| ------ | ---------- | ---- | -------------- |
| 1・2   | E 名古屋線 | 下り | 伊勢中川方面   |
| 3・4   | E 名古屋線 | 上り | 近鉄名古屋方面 |

付記事項
- 1番線と3番線が主本線、2番線と4番線が副本線であり、2番線に到着した折り返しまたは入庫車両と、後続の1番線通過列車が輻輳しない。
- ホーム有効長は、3番のりばのみ5両分、1・2・4番のりばは6両分となっている。1・2・4番線に8両編成の回送列車が発着する時は、はみ出し停車する。
- 4番線とその北側に隣接する7番線は双方向に出発信号機が設置されており、4番のりばから桑名方面への発車も可能。なお、通過列車は1番線と3番線の本線を通過していく。

## ダイヤ
名古屋線の折り返し拠点駅の一つであり、普通列車に加えて一部の準急も当駅を発着駅としている。当駅以南のホームの長さの関係から、6両編成の準急はすべて近鉄名古屋駅 - 当駅までの運転であり、当駅で車両の連結・切り離しを行う列車は設定されていない。
名古屋方面からは、準急が朝と夕方ラッシュ時の一部および夜間は当駅までの運転となっており、普通列車は日中時間帯に毎時2本、朝と夕方には毎時2本 - 4本が当駅で折り返す。
伊勢中川方面へは、早朝に当駅始発の近鉄四日市行き（平日1本のみ）及び津新町行き（土休日2本）、伊勢中川行き（平日2本、休日1本）、深夜に津新町発当駅止まりの普通列車（1本のみ）がそれぞれ設定されている。
当駅では列車の接続・通過待ちが頻繁に行われており、早朝・夜間と日中時間帯を中心に準急と普通の接続を取る場合がある。
通常ダイヤで急行は停車しないが、鈴鹿サーキットでのF1日本グランプリ開催による臨時列車で当駅始発の名古屋行き定期準急が白子駅始発の名古屋行き臨時急行に変更される際に当該列車が臨時停車する。

## 利用状況
富吉駅の各年度の利用状況を下表に示す。表中、最高値を赤色で、最高値を記録した年度以降の最低値を青色で、最高値を記録した年度以前の最低値を緑色で表記している。
- 輸送実績（乗車人員）の単位は人である。
- 乗降人員調査結果は任意の1日における値（単位：人）であり、調査日の天候・行事等の要因によって変動が大きいので年度間の比較には注意を要する[11]。

| 年度別利用状況（富吉駅） | 年度別利用状況（富吉駅）             | 年度別利用状況（富吉駅）             | 年度別利用状況（富吉駅）             | 年度別利用状況（富吉駅） | 年度別利用状況（富吉駅） | 年度別利用状況（富吉駅） |
| 年度                     | 当駅分輸送実績（乗車人員）：人／年度 | 当駅分輸送実績（乗車人員）：人／年度 | 当駅分輸送実績（乗車人員）：人／年度 | 乗降人員調査結果：人／日 | 乗降人員調査結果：人／日 | 特記事項                 |
| ------------------------ | ------------------------------------ | ------------------------------------ | ------------------------------------ | ------------------------ | ------------------------ | ------------------------ |
| 年度                     | 定期利用                             | 定期外                               | 合 計                                | 調査日                   | 調査結果                 | 特記事項                 |
| 1978年（昭和53年）       | 1,107,960                            | 590,979                              | 1,698,939                            |                          |                          |                          |
| 1979年（昭和54年）       | 1,181,520                            | 619,055                              | 1,800,575                            |                          |                          |                          |
| 1980年（昭和55年）       | 1,271,850                            | 651,338                              | 1,923,188                            |                          |                          |                          |
| 1981年（昭和56年）       | 1,323,930                            | 638,277                              | 1,962,207                            |                          |                          |                          |
| 1982年（昭和57年）       | 1,302,840                            | 643,921                              | 1,946,761                            | 11月16日                 | 10,074                   |                          |
| 1983年（昭和58年）       | 1,299,090                            | 648,109                              | 1,947,199                            | 11月8日                  | 10,409                   |                          |
| 1984年（昭和59年）       | 1,323,270                            | 631,062                              | 1,952,332                            | 11月6日                  | 10,293                   |                          |
| 1985年（昭和60年）       | 1,375,050                            | 650,011                              | 2,025,061                            | 11月12日                 | 10,643                   |                          |
| 1986年（昭和61年）       | 1,388,310                            | 660,003                              | 2,048,313                            | 11月11日                 | 10,384                   |                          |
| 1987年（昭和62年）       | 1,391,280                            | 629,585                              | 2,020,865                            | 11月10日                 | 10,566                   |                          |
| 1988年（昭和63年）       | 1,405,680                            | 612,743                              | 2,018,423                            | 11月8日                  | 10,618                   |                          |
| 1989年（平成元年）       | 1,395,090                            | 579,977                              | 1,975,067                            | 11月14日                 | 10,824                   |                          |
| 1990年（平成2年）        | 1,417,500                            | 585,908                              | 2,003,408                            | 11月6日                  | 10,790                   |                          |
| 1991年（平成3年）        | 1,463,040                            | 610,828                              | 2,073,868                            |                          |                          |                          |
| 1992年（平成4年）        | 1,416,210                            | 595,485                              | 2,011,695                            | 11月10日                 | 10,797                   |                          |
| 1993年（平成5年）        | 1,368,720                            | 594,939                              | 1,963,659                            |                          |                          |                          |
| 1994年（平成6年）        | 1,313,850                            | 576,261                              | 1,890,111                            |                          |                          |                          |
| 1995年（平成7年）        | 1,286,880                            | 559,656                              | 1,846,536                            | 12月5日                  | 9,809                    |                          |
| 1996年（平成8年）        | 1,228,020                            | 548,495                              | 1,776,515                            |                          |                          |                          |
| 1997年（平成9年）        | 1,169,730                            | 507,880                              | 1,677,610                            |                          |                          |                          |
| 1998年（平成10年）       | 1,122,180                            | 494,353                              | 1,616,533                            |                          |                          |                          |
| 1999年（平成11年）       | 1,058,340                            | 484,447                              | 1,542,787                            |                          |                          |                          |
| 2000年（平成12年）       | 988,110                              | 468,585                              | 1,456,695                            |                          |                          |                          |
| 2001年（平成13年）       | 947,400                              | 456,078                              | 1,403,478                            |                          |                          |                          |
| 2002年（平成14年）       | 891,240                              | 434,420                              | 1,325,660                            |                          |                          |                          |
| 2003年（平成15年）       | 857,370                              | 431,791                              | 1,289,161                            |                          |                          |                          |
| 2004年（平成16年）       | 820,590                              | 415,137                              | 1,235,727                            |                          |                          |                          |
| 2005年（平成17年）       | 793,740                              | 402,062                              | 1,195,802                            | 11月8日                  | 6,827                    |                          |
| 2006年（平成18年）       | 740,160                              | 389,289                              | 1,129,449                            |                          |                          |                          |
| 2007年（平成19年）       | 712,950                              | 384,640                              | 1,097,590                            |                          |                          |                          |
| 2008年（平成20年）       | 682,950                              | 376,575                              | 1,059,525                            | 11月18日                 | 6,050                    |                          |
| 2009年（平成21年）       |                                      |                                      |                                      |                          |                          |                          |
| 2010年（平成22年）       |                                      |                                      |                                      | 11月9日                  | 5,892                    |                          |
| 2011年（平成23年）       |                                      |                                      |                                      |                          |                          |                          |
| 2012年（平成24年）       |                                      |                                      |                                      | 11月13日                 | 5,524                    |                          |
| 2013年（平成25年）       |                                      |                                      |                                      |                          |                          |                          |
| 2014年（平成26年）       |                                      |                                      |                                      |                          |                          |                          |
| 2015年（平成27年）       |                                      |                                      |                                      | 11月10日                 | 5,394                    |                          |
| 2016年（平成28年）       |                                      |                                      |                                      |                          |                          |                          |
| 2017年（平成29年）       |                                      |                                      |                                      |                          |                          |                          |
| 2018年（平成30年）       | 598,650                              | 305,289                              | 903,939                              | 11月13日                 | 5,186                    |                          |
| 2019年（平成30年）       |                                      |                                      |                                      |                          |                          |                          |
| 2020年（令和2年）        |                                      |                                      |                                      |                          |                          |                          |
| 2021年（令和3年）        |                                      |                                      |                                      | 11月9日                  | 4,554                    |                          |
| 2022年（令和4年）        |                                      |                                      |                                      | 11月8日                  | 4,908                    |                          |
| 2023年（令和5年）        |                                      |                                      |                                      | 11月7日                  | 4,901                    |                          |
| 2024年（令和6年）        |                                      |                                      |                                      | 11月12日                 | 4,794                    |                          |

## 駅周辺

### 北口
- タクシー乗り場
- UR都市機構近鉄富吉第一ビル
- 百五銀行富吉支店
- とみよし幼稚園
- JR東海関西本線永和駅 約1km北、徒歩15分ほど。[6]

### 南口
- UR都市機構近鉄富吉第2ビル
- 桑名三重信用金庫蟹江支店
- 蟹江警察署[13]
- 蟹江富吉郵便局
- アオキスーパー富吉店
  - ファッションセンターしまむら富吉店
- クリエイトSD蟹江富吉店
- 愛知大学蟹江グラウンド

### バス路線
1999年3月31日までは名古屋鉄道（名鉄バス）善太線（永和団地方面）が駅北口に乗り入れていた。
| 運行事業者                       | 系統・行先                 | 備考 |
| -------------------------------- | -------------------------- | --- |
| 三重交通バス                     | 50：桑名駅前               | 名古屋行きは2008年10月15日に廃止となったため、桑名行きのみ運行。１日1本のみ。                                             |
| 蟹江町福祉巡回バス「お散歩バス」 | グリーンコース・日曜コース | グリーンコース:町南部地区から蟹江町役場、保健センター、福祉センター等を巡回。 日祝・年末年始運休。日曜コース:日祝に運行。 |
| 愛西市巡回バス                   | 佐屋東ルート               | 愛西市役所行きが右まわり3便、左まわり4便運行。日祝と12月29日～1月3日は運休。                                              |

## 隣の駅
近畿日本鉄道
E 名古屋線
■急行
通過
■準急・■普通
近鉄蟹江駅 (E08) - 富吉駅 (E09) - 佐古木駅 (E10)
- 括弧内は駅番号を示す。